# 215号州际公路 (加利福尼亚州)
215号州际公路(英語：Interstate 215）是位于大洛杉矶地区内陆帝国的一条东西方向的高速公路，是15号州际公路的一条辅助线。连接穆列塔和聖貝納迪諾，全长54.5英里。